# IBM InfoSphere DataStage
Ferramenta ETL desenvolvida pela Ascential Software que foi adquirida pela IBM em 2005.
É uma das ferramentas ETL mais conhecidas e utilizadas no mercado mundial, ela suporta a coleta, integração e transformação de grandes volumes de dados.